# Vidra (Vrancea)
Pour les articles homonymes, voir  Vidra.
Vidra est une commune du județ de Vrancea en Roumanie.